# Kazuo Okada
Kazuo Okada (jap. 岡田 和生, Okada Kazuo, * 1942) ist der Präsident des japanischen Pachinko-Herstellers Aruze. Außerdem ist er Investor bei verschiedenen japanischen Spielcasinos. Er befindet sich mit einem geschätzten Gesamtvermögen von 1,6 Mrd. US-Dollar auf Platz 369 der Forbes-Liste, zählt also zu den reichsten Menschen der Welt.
| Personendaten    | Personendaten           |
| ---------------- | ----------------------- |
| NAME             | Okada, Kazuo            |
| ALTERNATIVNAMEN  | 岡田和生 (japanisch)    |
| KURZBESCHREIBUNG | japanischer Unternehmer |
| GEBURTSDATUM     | 1942                    |